# شب‌های ورامین
شب‌های ورامین نام یکی از داستانهای صادق هدایت است که در مجموعه داستان سایه‌روشن به چاپ رسیده است. این داستان کوتاه با جملات زیر آغاز می‌شود:
«از لای برگهای پاپیتال، فانوسی خیابان سنگفرش را که تا دم در می‌رفت روشن کرده بود. آب حوض تکان نمی‌خورد، درخت‌های تیره فام کهنسال در تاریکی این اول شب ملایم و نمناک بهار بهم پیچیده، خاموش و فرمانبردار بنظر می‌آمدند .»